# Verbandsgemeinde Konz
La comunità amministrativa di Konz (Verbandsgemeinde Konz) si trova nel circondario di Treviri-Saarburg nella Renania-Palatinato, in Germania.

## Comuni
Fanno parte della comunità amministrativa i seguenti comuni:
| Comune, città | Sup. (km²) | Abitanti |
| ------------- | ---------- | -------- |
| Kanzem        | 4,29       | 639      |
| Konz, città   | 44,54      | 18 295   |
| Nittel        | 16,98      | 2 591    |
| Oberbillig    | 5,36       | 972      |
| Onsdorf       | 3,42       | 149      |
| Pellingen     | 7,21       | 1 222    |
| Tawern        | 10,08      | 2 662    |
| Temmels       | 6,62       | 796      |
| Wasserliesch  | 7,59       | 2 255    |
| Wawern        | 5,27       | 618      |
| Wellen        | 3,09       | 809      |
| Wiltingen     | 16,01      | 1 390    |
| VG Konz       | 130,20     | 32 398   |

(Abitanti al 31 dicembre 2021)